# Liste der Biografien/Gole
Liste der Biografien |
Portal Biografien |
Personensuche
# |
A |
B |
C |
D |
E |
F |
G |
H |
I |
J |
K |
L |
M |
N |
O |
P |
Q |
R |
S |
T |
U |
V |
W |
X |
Y |
Z |
?
 
Ga |
Gb |
Gc |
Gd |
Ge |
Gf |
Gh |
Gi |
Gj |
Gk |
Gl |
Gm |
Gn |
Go |
Gp |
Gq |
Gr |
Gs |
Gu |
Gv |
Gw |
Gy |
Gz
 
Goa |
Gob |
Goc |
God |
Goe |
Gof |
Gog |
Goh |
Goi |
Goj |
Gok |
Gol |
Gom |
Gon |
Goo |
Gop |
Gor |
Gos |
Got |
Gou |
Gov |
Gow |
Goy |
Goz
 
Gola |
Golb |
Golc |
Gold |
Gole |
Golf |
Golg |
Goli |
Golj |
Golk |
Goll |
Golm |
Goln |
Golo |
Golp |
Gols |
Golt |
Golu |
Golv |
Goly |
Golz
Die Liste der Biografien führt alle Personen auf, die in der deutschsprachigen Wikipedia einen Artikel haben. Dieses ist eine Teilliste mit 54 Einträgen von Personen, deren Namen mit den Buchstaben „Gole“ beginnt.

## Gole
- Gole, Jacob (1660–1737), niederländischer Zeichner, Kupferstecher und Verleger
- Göle, Nilüfer (* 1953), türkische Soziologin

### Golea
- Golea, Eugenia (* 1971), rumänische Kunstturnerin

### Goleb
- Gołębiewski, Daniel (* 1987), polnischer Fußballspieler
- Gołębiewski, Henryk (* 1942), polnischer Politiker, Mitglied des Sejm
- Gołębiewski, Henryk (* 1956), polnischer Laiendarsteller
- Golebiewski, Jessica (* 1991), deutsche Fußballspielerin
- Gołębiewski, Marian (1937–2024), polnischer Geistlicher, römisch-katholischer Erzbischof von Breslau
- Gołębiowski, Piotr (1902–1980), polnischer Priester, Administrator von Sandomierz

### Golec
- Golec, Antony (* 1990), australischer Fußballspieler
- Golecki, Bruno (1913–1988), deutscher Ingenieur

### Golem
- Golemac, Jurica (* 1977), kroatisch-slowenischer Basketballspieler
- Golemac, Robert (* 1976), österreichischer Fußballspieler
- Goleman, Daniel (* 1946), US-amerikanischer PsychologeDaniel Goleman (* 1946)

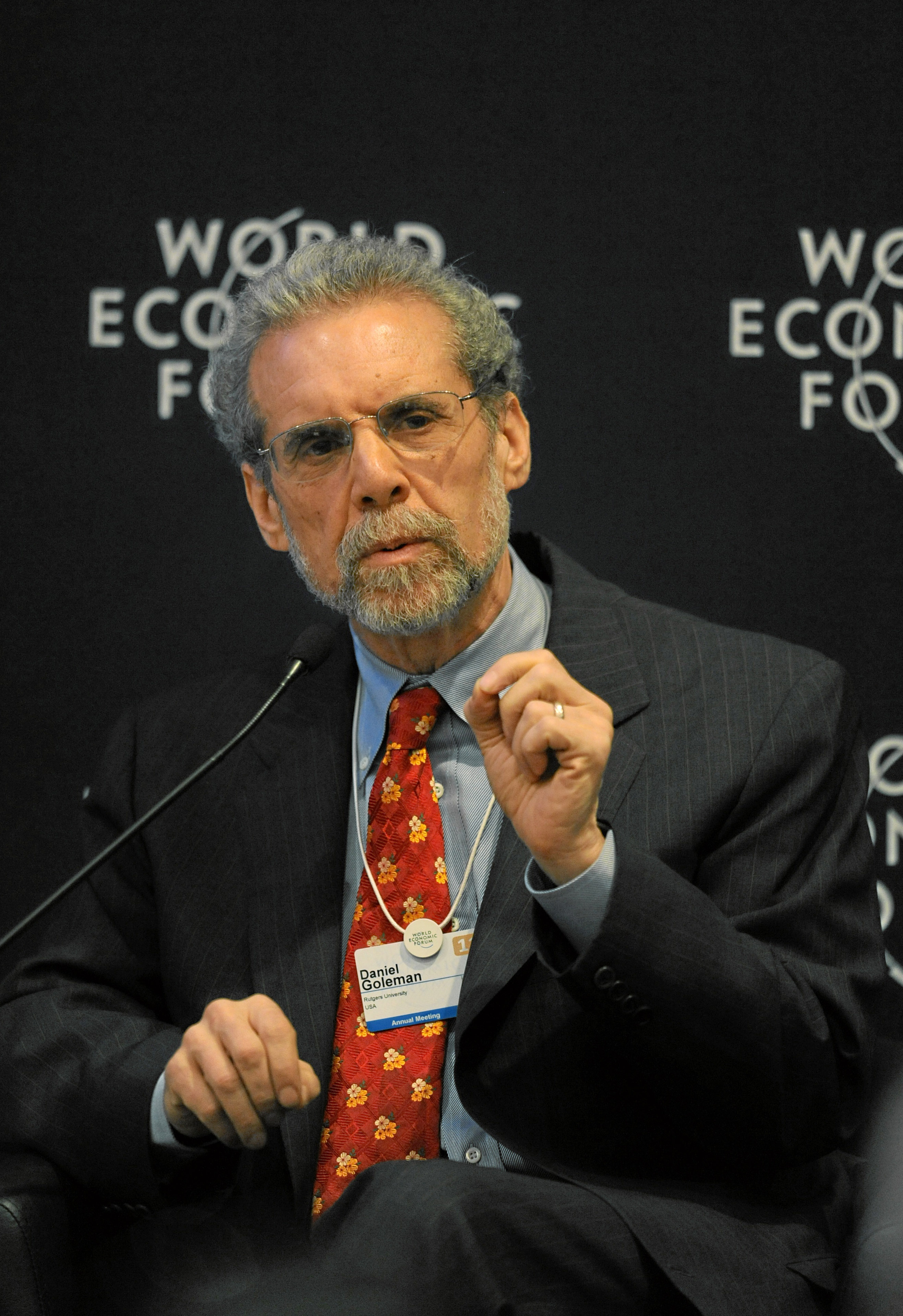
Daniel Goleman (* 1946)

- Golemi, Moisi Arianit († 1464), albanischer Feudalherr Dibras und Großneffe von Gjergj Arianit Komneni
- Goleminow, Marin (1908–2000), bulgarischer Komponist
- Goleminow, Michail (1956–2022), bulgarischer Komponist
- Golemis, Dimitrios (1877–1941), griechischer Leichtathlet

### Golen
- Golenac, Bojana (* 1970), deutsche Schauspielerin
- Golendowa, Swetlana (* 1993), kasachische Sprinterin
- Goleniewski, Michał (1922–1993), polnischer Offizier und SpionMichał Goleniewski (1922–1993)

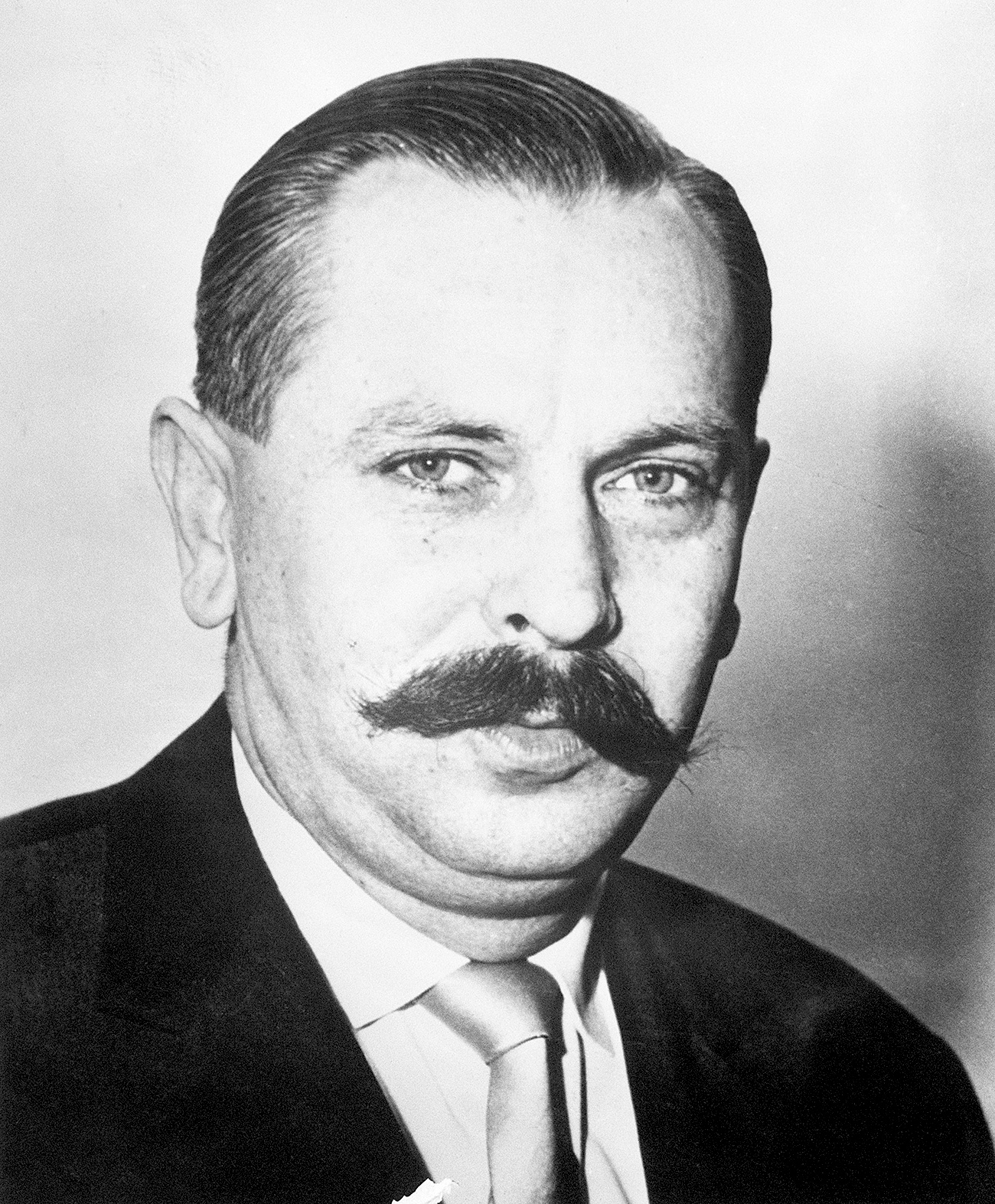
Michał Goleniewski (1922–1993)

- Golenischtschew, Wladimir Semjonowitsch (1856–1947), russischer Ägyptologe
- Golenkow, Jegor Dmitrijewitsch (* 1999), russischer Fußballspieler

### Goler
- Göler von Ravensburg, Albrecht V. (1444–1503), Reichsritter und Vogt
- Göler von Ravensburg, Barbara († 1535), Adelige, Zisterzienserin, Äbtissin im Kloster Rosenthal (Pfalz)
- Göler von Ravensburg, Bernhard I. (1480–1554), Reichsritter und Amtmann
- Göler von Ravensburg, Carl (1827–1889), deutscher Bauingenieur und Politiker
- Göler von Ravensburg, David (1463–1539), Domherr in Speyer, Stiftspropst, Archidiakon
- Göler von Ravensburg, Engelhard I. (1570–1654), Reichsritter und Obervogt
- Göler von Ravensburg, Ernst (1837–1912), deutscher Grundherr und Politiker, MdR
- Göler von Ravensburg, Franz Wilhelm August (1809–1862), badischer Generalmajor und Militärschriftsteller
- Göler von Ravensburg, Friedrich (1854–1896), deutscher Kunsthistoriker und Rubensforscher
- Göler von Ravensburg, Georg I. (1440–1502), Reichsritter und Vogt
- Göler von Ravensburg, Hans Friedrich (1565–1626), Reichsritter
- Göler von Ravensburg, Hans III. (1526–1601), Reichsritter
- Göler von Ravensburg, Johann Friedrich (1701–1765), Reichsritter
- Göler von Ravensburg, Ludwig Friedrich (1707–1757), Reichsritter und Amtmann
- Göler, Stefan (* 1959), deutscher Zeichner und Künstler
- Golergant, Tali (* 2000), luxemburgische Sängerin

### Goles
- Goleš, Sabrina (* 1965), jugoslawische Tennisspielerin
- Goleschewa, Jelena (* 1966), russische Sprinterin
- Golescu, Alexandru G. (1819–1881), rumänischer Politiker
- Golescu, Dinicu (1777–1830), rumänischer Schriftsteller und Politiker
- Golescu, Nicolae (1810–1878), rumänischer Politiker
- Golescu, Ștefan (1809–1874), rumänischer Politiker
- Golestan, Ebrahim (1922–2023), iranischer Filmregisseur, Drehbuchautor, Filmproduzent und Schriftsteller
- Golestan, Lili (* 1944), iranische Übersetzerin und Kuratorin
- Golestan, Stan (1875–1956), rumänischer Komponist
- Golestani, Soheila (* 1980), iranische Schauspielerin und RegisseurinSoheila Golestani (* 1980)

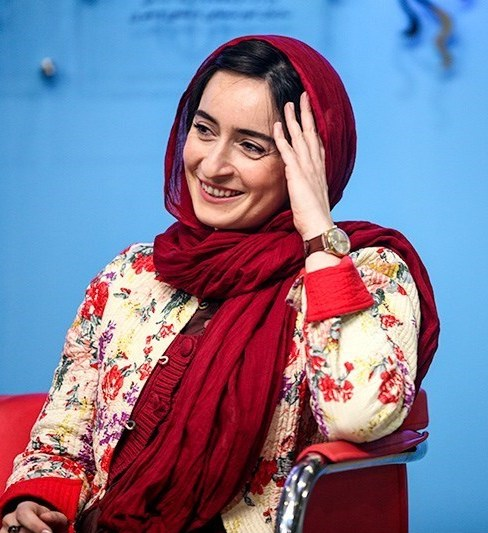
Soheila Golestani (* 1980)

- Golestanian, Ramin (* 1971), britisch-iranischer Physiker an der Universität Oxford
- Goleszowski, Richard (* 1959), englischer Trickfilmzeichner und Animateur

### Golet
- Goletiani, Rusudan (* 1980), georgisch-US-amerikanische Schachspielerin
- Goletz, Jürgen (* 1943), deutscher Radrennfahrer
- Goletz, Thomas (* 1966), deutscher Grafiker, Erfinder der Diddl-Maus